# Erhard Reuwich

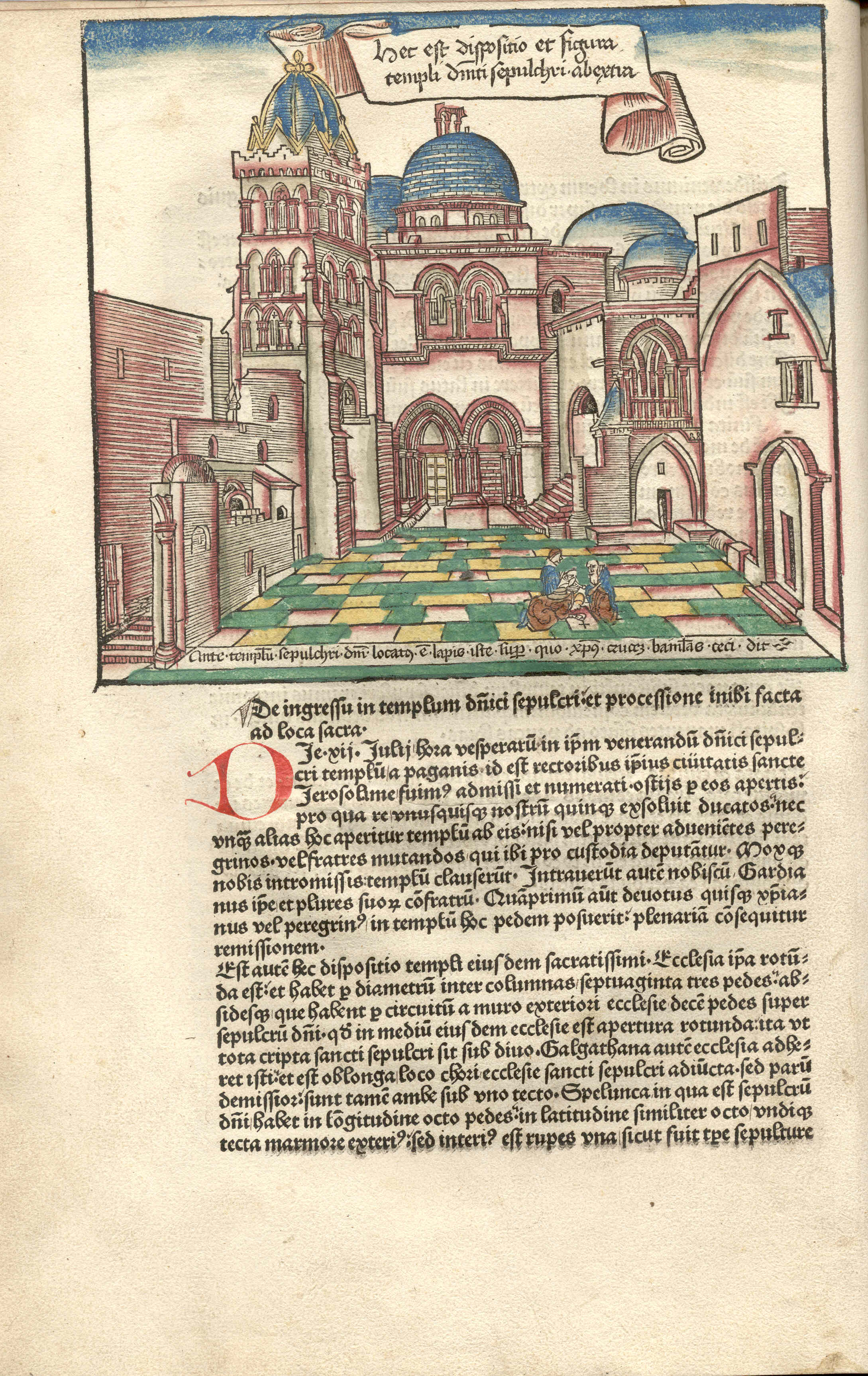
Bois gravé à la main par Erhard Reuwich de l'entrée de l'église du Saint Sépulcre à Jérusalem.

Erhard Reuwich (en néerlandais : Reeuwijk) est un artiste hollandais, graveur sur bois, cartographe, imprimeur et illustrateur, originaire d'Utrecht, mais qui travaille ensuite à Mayence. Ses dates et lieux de naissance et de mort sont inconnus, mais il est actif dans les années 1480.
Il vient d'une famille de peintres d'Utrecht, et son père est peut-être Hildebrand Reuwich, doyen de la guilde des peintres en 1470. Il se rend en pèlerinage à Jérusalem, ce qui donna naissance à son œuvre la plus célèbre. Il a été suggéré qu'il était le Maître du Livre de Raison, mais cela n'a généralement pas été accepté. Peut-être plus probable est son identification comme un graveur connu sous le nom de Maître du Livre de la Raison.

## Peregrinatio in Terram Sanctam
Le Peregrinatio in Terram Sanctam ou Sanctae Peregrinationes, récit incunable d'un pèlerinage à Jérusalem, de Bernhard von Breydenbach, a été publié en 1486, avec les illustrations dessinées par Reuwich. Breydenbach était un riche chanoine de la Cathédrale de Mayence  qui a fait le pèlerinage en 1483-4, emportant avec lui, comme l'explique le livre, "Erhard Reuwich d'Utrecht", un "artiste habile", pour faire des dessins des curiosités. Breydenbach a été nommé doyen de la cathédrale peu après son retour. La fête comprenait également deux amis, un chevalier et un cuisinier. Beaucoup d'érudits pensent que le texte a été en fait "comme dit à" un moine allemand qui n' a pas fait le voyage.
Partant en avril 1483 et revenant en janvier 1484, ils se rendent d'abord à Venise, où ils restent trois semaines. Ils prennent ensuite le navire pour Corfou, Modon et Rhodes - tous encore des possessions vénitiennes. Après Jérusalem et Bethléem et d'autres curiosités de la Terre Sainte, ils sont allés au Mont Sinaï et au Caire. Après avoir pris un bateau sur le Nil jusqu'à Rosetta, ils reviennent à Venise en bateau.
Il est très inhabituel pour un illustrateur d'être nommé à ce moment-là - sans doute le fait que Reuwich était aussi l'imprimeur aidant. Le livre dit aussi qu'il a imprimé la première édition (en Latin) chez lui à  Mayence; il a peut-être inséré lui-même cette information..
C'est tout le détail biographique connu de Reuwich; aucune autre documentation pour lui n' a été découverte. Aucun autre livre ne dit qu'il les a imprimés ou illustrés, mais on pense que Reuwich a également conçu les gravures sur bois pour quelques illustrations de plantes pour tisane publié à Mayence en 1485. En décembre 1486, un "Meister Erhard von Mayence" est enregistré comme installant des vitraux dans les "Amtskellerei" d'Amorbach en Bavière; ce pourrait être lui.

## Innovations
Le Sanctae Peregrinationes, ou de la Peregrinatio in Terram Sanctam, fut le premier livre de voyage illustré imprimé, et marqua un bond en avant pour l'illustration du livre en général. Il présentait cinq grandes gravures sur bois dépliées, les premières jamais vues en Occident,  dont une vue panoramique en gravure sur bois spectaculaire de cinq pieds de long (1600 x 300 mm) sur Venise, où les pèlerins avaient séjourné pendant trois semaines.  Le livre contenait également une carte de trois blocs de la Palestine et de l'Égypte, centrée sur une vue d'ensemble de Jérusalem, qui est la plus ancienne carte imprimée connue de Jérusalem
Le livre contenait également des panoramas de cinq autres villes: Héraklion, Modon, Rhodes, Corfou et de Parenzo, visitées en route vers la Terre Sainte. Il y avait également des études sur le costume du Proche-Orient, et un alphabet arabe - aussi la première impression,. Des images d'animaux censés avoir été vus au cours du voyage, dont un crocodile, un chameau, et une licorne, ont également été inclus.
Le colophon du livre est un blason de l'actuel Archevêque de Mayence, qui comprend le premier hachurage en bois gravé.

## Best-seller
Le livre a été un best-seller, réimprimé treize fois au cours des trois décennies suivantes, y compris des tirages en France et en Espagne, pour lesquels les blocs d'illustration ont été expédiés aux imprimeurs locaux. La première édition en allemand a été publiée dans l'année qui a suivi celle en latin, et elle a également été traduite en  français, néerlandais et en espagnol avant 1500. D'autres éditions textuelles et diverses éditions abrégées ont également été publiées.
Les illustrations ont ensuite été adaptées par Michael Wolgemut pour la Nuremberg Chronique de 1493, et largement copiées par divers autres éditeurs.

## Le Maître du Livre de Raison?
Il a été suggéré pour la première fois en 1937 que Reuwich devrait être identifié comme le Maître du Livre de Raison, un peintre et graveur à la pointe sèche, le premier artiste à utiliser cette technique. Son identification avec le Maître du Livre de Raison n'a pas été généralement accepté, bien qu' A. Hyatt Mayor l'ait soutenu; d'autres suggestions ont été faites pour l'identité du Maître du Livre de Raison. La tendance de l'opinion érudite semble s'opposer à l'identification.